# Agramunt (kommunhuvudort)
Agramunt är en kommunhuvudort i Spanien.   Den ligger i provinsen Província de Lleida och regionen Katalonien, i den östra delen av landet, 400 km öster om huvudstaden Madrid. Agramunt ligger 342 meter över havet och antalet invånare är 5 351.
Terrängen runt Agramunt är huvudsakligen platt, men åt sydväst är den kuperad.Runt Agramunt är det ganska glesbefolkat, med 32 invånare per kvadratkilometer. Närmaste större samhälle är Tàrrega, 15,9 km söder om Agramunt. Trakten runt Agramunt består till största delen av jordbruksmark.